# Fernanda Gattinoni
Fernanda Gattinoni (Cocquio-Trevisago, 20 dicembre 1906 – Roma, 26 novembre 2002) è stata una stilista e imprenditrice italiana.

## Biografia
Nata a Cocquio Trevisago, in provincia di Varese, si trasferì negli anni venti a Londra, per perfezionare i suoi interessi verso il disegno di abiti sartoriali. Sul finire del decennio, l'attrice statunitense Ina Claire la invitò a presentare la sua collezione di moda. Durante il soggiorno parigino conobbe Coco Chanel, che la convinse a collaborare con il suo atelier.

Fernanda Gattinoni in compagnia di Gina Lollobrigida

Nel 1930 rientrò in Italia, dove iniziò la sua collaborazione con la Sartoria Ventura con sede a Milano, della quale divenne la direttrice stilistica.
Trascorso il periodo del secondo conflitto mondiale nel capoluogo lombardo, si trasferì nel dopoguerra a Roma, dove fondò la casa di moda omonima. Nel 1946 apre il suo primo atelier di Alta Moda in via Marche 72, per poi trasferirsi nel 1965 in via Toscana. La vicinanza con l'ambasciata degli Stati Uniti fece sì che tra le sue clienti abituali vi fosse Clare Boothe Luce, la prima donna a ricoprire la carica di ambasciatore statunitense.
Nell'ambiente cinematografico della capitale, Fernanda Gattinoni collaborò con alcuni dei grandi registi dell'epoca, vestendo attrici quali Audrey Hepburn, Anna Magnani, Ava Gardner, Ingrid Bergman. Nel 1956 realizzò i costumi disegnati da Maria de Matteis per la pellicola Guerra e Pace di King Vidor. Vittorio Gallo girò per la Astra Cinematografica il documentario Sete e Velluti sulla moda italiana degli anni '50 degli atelier romani delle case di moda Ferdinandi, Gattinoni e Garnett.
Margaret d'Inghilterra, nel 1961, fece scandalo indossando abiti Gattinoni a Buckingham Palace: l'etichetta di corte negava infatti alle Altezze Reali di indossare abiti creati da stilisti stranieri.
Alla metà degli anni Cinquanta lancia una linea di prêt-à-porter, Gattinoni Sport, e a partire dagli anni Settanta viene affiancata dal figlio Raniero.
Nel 2014 il Comune di Roma le ha intitolato un giardino della capitale.

## Archivio
L'archivio della Gattinoni Due è stato dichiarato dalla Soprintendenza archivistica del Lazio "di interesse storico particolarmente importante" nel 2009. Comprende documentazione prodotta dagli anni Trenta fino ai giorni nostri, ed è composto da disegni, abiti, accessori, ricami e lavorazioni sartoriali, rassegne stampa e fotografie.